# Inkster (Michigan)
Inkster è una città della Contea di Wayne, nello Stato del Michigan. La popolazione nel 2010 era di 25 369 abitanti, la maggior parte sono afroamericani. Fa parte della zona metropolitana di Detroit.